# Balabagan
Balabagan es un municipio filipino de sexta categoría, situado al oeste de la isla de Mindanao. Forma parte de  la provincia de Lánao del Sur situada en la región de la Nación Mora. 
Para las elecciones está encuadrado en el Segundo Distrito Electoral de esta provincia.

## Geografía
Uno de los cuatro municipios de esta provincia que son ribereños del Mar de Célebes, Golfo Moro, bahía Illana.

### Barrios
El municipio se divide, a los efectos administrativos, en 27 barangayes o barrios, conforme a la siguiente relación:
| - Banago - Barorao - Batuán - Budas - Calilangán - Igabay | - Lalabuán - Magulalung Occidental - Magulalung Oriental - Molimoc | - Narra - Plasán - Purakán - Buisán (Bengabeng) - Buenavista | - Lorenzo - Bajo Itil - Macao - Población (Balabagan) - Slto Itil - Bagoaingud | - Ilián - Lumbac - Matampay - Matanog - Pindolonán - Tataya |  |

## Historia

### Influencia española
Este territorio fue parte de la Capitanía General de Filipinas (1520-1898). El Distrito 7º de Lánao fue creado a finales del siglo XIX, concretamente el 8 de octubre de 1895. Su territorio, segregado de los distritos 5º de Cotabato y 2º de Misamis, no fue dominado completamente por las armas españolas.

### Ocupación estadounidense

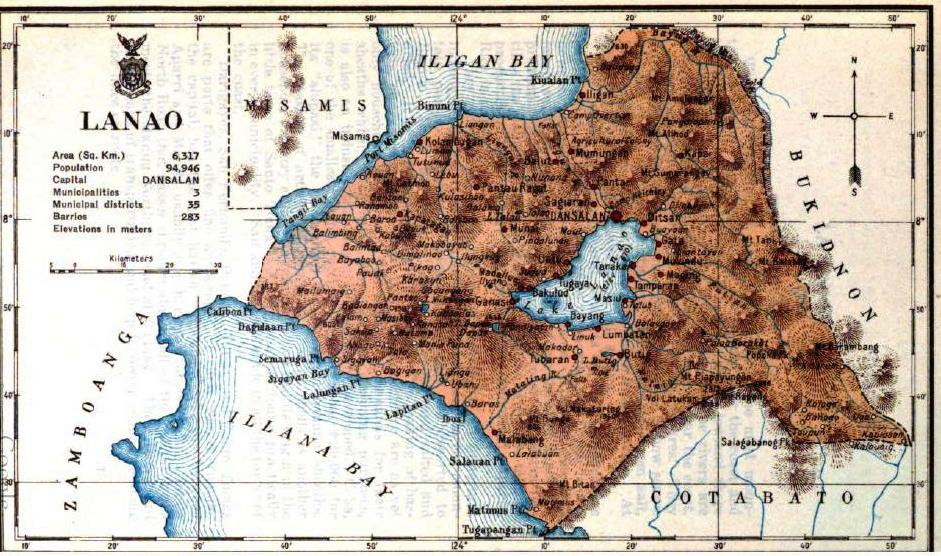
Provincia de Lánao, Census of the Philippine Islands taken under the Direction of the Philippine Legislature in the year 1918.

En 1903, al comienzo de la ocupación estadounidense de Filipinas Lánao formó parte de la nueva provincia del Moro. Al crearse el Departamento de Mindanao y Joló en septiembre de 1914 se convierte en una de sus siete provincias.

### Independencia
El 22 de mayo de 1959 la provincia de Lánao fue dividida en dos provincias, una que se conoce como Lánao del Norte y el otro como Lánao del Sur.
Lánao del Sur comprende  el municipio de Malabang,
El 18 de junio de 1966 los barrios de Togaig, Madalum, Bayanga, Langkong, Sarakan, Kat-bo, Digakapan, Magabo, Tabangao, Tiongko Colodan, Kabamakawan, Kapatagan, Bongabong, Aipang, Dagowan, Bakikis, Bungabung, Losain, Matimos y de Magolatung, hasta entonces pertenecientes a los municipios de Butig y de  Balabagan,  quedan segregados para formar el nuevo municipio de Dianatón, cuyo ayuntamiento se situará en el barrio de Togaig.
El 25 de octubre de 1967, a los efectos de establecimiento de distritos electorales, el registro de votantes y para otros fines electorales, la Comisión resuelve que de conformidad con el RA 4790, el nuevo municipio de Dianaton estará formado por los barrios de Kapatagan, Bongabong, Aipang, Dagowan, Bakikis, Bungabung , Losain, Matimos y Magolatung procedentes de Balabagan; los barrios de Togaig y Madalum procedentes de Buldon en la provincia de Cotabato; los barrios de Bayanga, Langkong, Sarakan, Kat-bo, Digakapan, Magabo, Tabangao, Tiongko, Colodan y Kabamakawan, procedentes de Parang, también de Cotabato.
El 5 de julio de 1969 los sitios de Lalabuan, Barorao, Purakan, Baguiangan, Kalilangan, Itil, Banago, Butuan, Budas, Igahay, Magolalung, Daguan, Balabagan, Sipang y de Bakikis, pertenecientes a los municipios de Malabang y de Dianatón, quedan segregados para formar el nuevo municipio de  Balabagan cuyo ayuntamiento se situará en el sitio de Banago.
El 4 de octubre de 1971 la provincia fue dividida en dos Maranao y Lánao del Sur, Balabagan permanece en Lánao del Sur.